# Tadeusz Friedrich
Pour les articles homonymes, voir Friedrich.
Tadeusz Friedrich, né le 3 juillet 1903 et mort le 10 octobre 1976, est un escrimeur polonais, pratiquant les trois armes.

## Palmarès

### Jeux olympiques
- 1924 à Paris, France
  - Participation
- 1928 à Amsterdam, Pays-Bas
  -  Médaille de bronze en sabre par équipes
- 1932 à Los Angeles, États-Unis
  -  Médaille de bronze en sabre par équipes
- 1936 à Berlin, Allemagne
  - Participation

### Championnats de Pologne
- entre 1925 et 1935:
  - 5  Champion de Pologne de fleuret
  - 2  Champion de Pologne d'épée
  - 1  Champion de Pologne de sabre